# 君士坦提乌斯二世的反异教政策
君士坦提乌斯二世的宗教政策是对一些异教习俗的容忍和对其他异教习俗的镇压的混合。 他还试图在基督教内部推进阿里乌派或半阿里乌派异端。 这些政策与其父亲君士坦丁大帝的宗教政策形成鲜明对比，君士坦丁大帝在《尼西亚信条》中信奉天主教正统，在罗马帝国内部基本上容忍异教。 除此以外，君士坦提乌斯二世还试图镇压犹太教。

## 关于异教的政策
根据350年以来的法律规定，对那些进行或参加异教徒祭祀的人以及偶像崇拜的人判处死刑以及没收财产。君士坦丁堡内的所有异教徒寺庙被关闭，胜利女神祭坛被从元老院中迁走。基督徒破坏、掠夺和亵渎许多古老的异教徒寺庙、坟墓和纪念碑的事件也经常发生。当时，异教在民众中仍然很流行。皇帝的政策遭到了许多总督和地方法官的抵制。

### 反异教行为
君士坦提乌斯二世的反异教行为始于立法禁止异教徒的祭祀行为。在他的一则敕令中宣布：“要让所有的异教不复存在，令不洁的祭祀牺牲得以根除。”根据利巴尼乌斯的说法，君士坦提乌斯实际上处于其他人的控制之下，这些人激励他结束异教徒的祭祀。
随着官方政府批准禁止的异教徒祭祀，异教徒的祭祀仪式逐渐崩溃且开始被渗透。353年，君士坦提乌斯二世禁止异教徒以杀生祭祀。他下令还关闭了一些异教徒寺庙，禁止人们进入，并终止了官方对异教寺庙的公共税收补贴。此外，君士坦提乌斯二世也积极反对魔术师、占星家和其他占卜师，这也可能是因为他害怕别人会用这些手段替代自己当皇帝。
357年，君士坦提乌斯因一些基督教徒的抱怨而拆除了元老院的胜利女神祭坛。这座祭坛是奥古斯都于公元前29年设立的； 传统上，几乎所有元老在进入元老院之前都会在祭坛上献祭。 这座祭坛后来在君士坦提乌斯死后不久便被修复。
350年，马格嫩提乌斯杀死了君士坦斯一世，并篡位当上罗马皇帝。 尽管他在硬币上使用了基督教符号，但他废除了君士坦斯一世的反异教法，甚至允许庆祝夜间献祭。 三年后，即353年，君士坦提乌斯击败马格嫩提乌斯，并随后立法禁止举行仪式。这条法律似乎没有什么作用，因为君士坦提乌斯在356年再次立法反对异教。

### 执行
尽管针对异教的政策十分苛刻，但是由于人口中的异教力量十分强大，政府的政策无法严格执行。在部分地区异教不仅能和基督教共存，有时候甚至能够得到当局的一些保护。因此，皇帝从未试图解散各种罗马祭司学院或维斯塔贞女会，他从未对各种异教学校采取行动，他甚至下令为非洲选举一位祭师（sacerdo）。直到他去世时，君士坦提乌斯一直保留着“大祭师”的称号。君士坦提乌斯严格的宗教政策促成许多异教徒皈依基督教，尽管还不足以使异教徒灭绝。  君士坦提乌斯对异教行为的相对缓和反映在以下事实中：直到君士坦提乌斯死后20多年，在格拉提安 (Gratian) 统治期间，任何异教元老都没有抗议他们的宗教受到的歧视和不公对待。

### 普通基督徒
一些基督徒鼓励皇帝采取更极端的措施来消灭异教徒，例如在废除祭祀之后。比如皈依基督教的费尔米库斯·马特尔努斯（Firmicus Maternus）敦促道：“异教徒，最神圣的皇帝，必须彻底摧毁和抹杀，并通过最严厉的法令进行惩罚，以免这种推定的致命错误继续玷污罗马世界”和“你是多么幸运，上帝，你是上帝的代理人，为你保留了摧毁偶像崇拜和摧毁亵渎寺庙的权利。”但是，君士坦提乌斯颁布了另一项法律，对那些破坏异教徒圣地的人处以罚款，并将这些纪念碑和坟墓交给异教徒牧师保管。

## 对基督教的政策
尽管君士坦提乌斯经常被认为是阿里乌派，但他最终还是倾向于一个折衷版本，一个介于阿里乌派和尼西亚信条之间，被称为半阿里安主义。 其中最著名的是里米尼会议及其在塞琉西亚的孪生会议，分别于公元359年和360年举行。历史学家A.H.M.Jones写道：“不幸的是，对于他的记忆来说，他所采纳的神学家的建议最终遭到了质疑，而他所敦促的不满者最终取得了胜利。”因此，在教会的传统中，359年至360年议会不被承认，君士坦提乌斯二世也不被认为是基督教统一的恢复者，而是一个任意将自己的意志强加给教会的异端。
此外，君士坦提乌斯曾经发布的一则与基督教有关的法令包括：
- 免除神职人员的义务公共服务
- 免除神职人员的家人义务公共服务
- 神职人员以及其家人和仆人无需缴税
- 教会拥有的土地免税，但神职人员拥有的土地不免税。
- 神职人员与私有财产问题
- 主教免于在世俗法庭受审
- 基督教妓女只能由神职人员或其他国家批准的基督徒购买